# SS Triestina 1904
SS Triestina 1904 – włoski klub szachowy z siedzibą w Trieście, mistrz kraju z 1967 roku.

## Historia
Klub został oficjalnie utworzony w 1904 roku. Przed utworzeniem oficjalnych rozgrywek o indywidualne mistrzostwo Włoch zawodnicy klubu zdobyli dwa tytuły w mistrzostwach nieoficjalnych: Giovanni Martinolich w 1906 i Matteo Gladig w 1911 roku. W 1923 roku klub zorganizował międzynarodowy turniej z udziałem m.in. Emanuela Laskera i Estebana Canala. W 1947 roku mistrzem Włoch został grający w klubie Cherubino Staldi, a w roku 1960 – Guido Cappello. W 1954 roku klub był organizatorem indywidualnych mistrzostw Włoch.
W Serie A SS Triestina zadebiutował w 1960 roku, zajmując wówczas trzecie miejsce, za AS Napoli i DD Comunali Roma. W kolejnym sezonie klub zajął czwartą pozycję, a w sezonie 1966 był trzeci. W 1967 roku klub zdobył tytuł mistrzowski. Skład drużyny stanowili wówczas Božidar Filipović, Roberto Cosulich, Gastone Daveglia, Giorgio Gioulis i Giusto Kovacic. Ponadto w latach 1971–1972 klub zdobył mistrzostwo kraju w szachach szybkich, zaś w 1976 roku w rozgrywkach kobiecych. W 1969 roku SS Triestina zajął czwarte miejsce w lidze. Był to jednocześnie ostatni sezon klubu na najwyższym szczeblu aż do 2006 roku; w późniejszych latach zespół kilkakrotnie wygrał rozgrywki niższych lig: Serie D w 1975 i Serie C w 1979 roku. W 2006 roku klub powrócił do najwyższej ligi, zajmując szóste miejsce w lidze (czołowym zawodnikiem drużyny był wówczas Jure Borišek). W kolejnym sezonie zespół zajął siódmą pozycję. Zespół powrócił do Serie Master na jeden sezon w 2010 roku. W 2012 roku ponownie występował w pierwszej lidze, zajmując z m.in. Luką Leničem w składzie szóste miejsce w klasyfikacji. W sezonie 2014 SS Triestina był ósmy w lidze. W 2016 roku zespół zajął dziewiątą pozycję w Serie Master, po czym wycofał się z ligi.